# 皇后廣場 (雪梨)
皇后廣場（英語：Queen's Square）是澳洲新南威爾斯州雪梨中區的一座公眾廣場，位於京街與菲臘街及麥覺理街的交界處，南邊以聖占士道及亞厘畢親王道為界。

## 概述

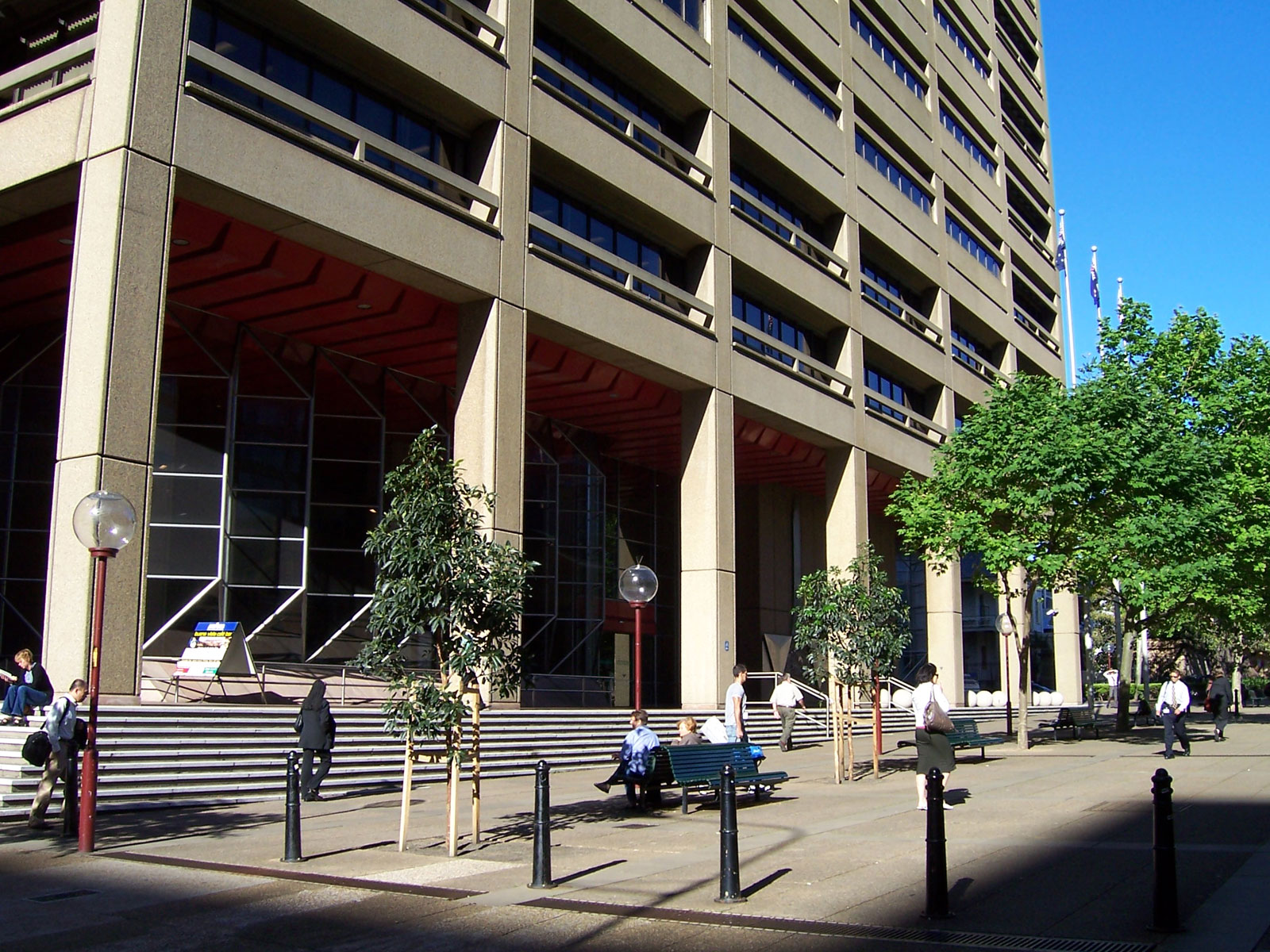
法院大樓，右邊的休憩用地是皇后廣場的北端

圍繞皇后廣場，從北順時針方向依次為新南威爾斯州最高法院、雪梨鑄幣廠、獲聯合國教科文組織列為世界遺產的海德公園軍營、註冊總署洋樓、海德公園、聖公會聖雅各堂及雪梨法學院。除最高法院及雪梨法學院外，這些建築都已列入文物名錄，大多建於18世紀及19世紀。
維多利亞女皇銅像矗立在廣場西南角，面向北邊的最高法院。亞厘畢親王銅像矗立在東南角，面向麥覺理街對面的女皇像。
因靠近最高法院及議會大廈，此地常有示威活動。
聖占士站位於廣場南側的地下，可經由聖占士道下方的行人隧道抵達。

## 歷史
19世紀初，紐修威省總督麥覺理規劃在此地建造公眾廣場。廣場初名為英皇廣場（King's Square），1837年隨維多利亞女皇登基更名為皇后廣場。1888年，紐修威省總督夫人卡靈頓勳爵夫人為女皇像揭幕，以慶祝澳洲百年國慶。女皇像位於一圈道路的中間，沿路曾有環形電車軌道。1970年代末，最高法院大樓建成後，京街在夾菲臘街處終止，菲臘街與麥覺理街之間的京街路段成為廣場的一部分。